# Görbői-hasadékbarlang
A Görbői-hasadékbarlang bazaltban kialakult barlang.

## Leírás
Nagygörbő határában, a Kovácsi-hegy Bazaltutcájában található. Nagygörbőről D felé indul a 2 km-es portalanított üzemi út egy kőbányához, amely találkozási pont, parkoló hely lehet a barlang felkeresése során. A bánya üzemi épületeitől jobbra, Ny felé a meddőhányó aljánál elhaladva lehet beérni a Bazaltutcába. A bányától kb. 400 m-re a Bazaltutca főágában (vele párhuzamosan, feljebb kisebb mellékág is van), a DK-i oldal sziklafalának szögletében, a bazaltorgonák szomszédságában található a hasadékbarlang. Magas, keskeny nyílása DNy felé néz a sziklasarokból.
Befoglaló kőzete szürke bazalt, mint a többi kovácsi-hegyi barlangnál is. 4,5 m magas és 40 cm széles, szűk nyílással kezdődik a barlang. Befelé 2 m hosszan tartja magát a 40 cm-es faltávolság, majd 28 cm-es szűkület következik, ezután fokozatosan tágul és a végpontnál már ismét 40 cm. Oldalfalait hatalmas, egyben lévő szürke bazaltlapok alkotják, főtéje tökéletesen illeszkedő, beszorult kőlapokból áll, alját nagyobb részt durva bazalttörmelék tölti ki, csupán a végpont közelében található finomabb szemcsés kitöltés. Élővilágából kimutathatók korongcsigák (Aegopis verticillus), dalos szúnyogok (Culex pipiens) és iszapszúnyogok (Limonia nubeculosa). Hossza 5,05 m. Bejárásához segédeszközre nincs szükség, de a végpontig csak kifejezetten vékony testalkatúak juthatnak el.
A barlang a vulkáni kőzetekben másodlagos úton létrejövő üregek csoportjába tartozik, ezen belül pedig tektonikus keletkezésű barlangnak tekinthető. A Bazaltutcával egyidőben keletkezett, amikor a hegy bazaltrétegének pereme elvesztette alátámasztását és kibillenve lesuvadt. Az eltávolodott kőzetkaréjban a további feszültségek feloldásaként újabb törések keletkeztek. Ilyen kisebb törés mentén alakult ki a Görbői-hasadékbarlang is. A barlang hossztengelye megegyezik a Bazaltutca irányával. Ásatása, további feltárása nagyon körülményes lenne.

## Kutatástörténet
Eszterhás István Magyarország nemkarsztos barlangjainak listája című kéziratában az olvasható, hogy a Bakony hegységben, a 4440-es barlangkataszteri területen, Nagygörbőn lévő Görbői-hasadékbarlang bazaltban alakult ki. A barlang 5 m hosszú és 4,5 m magas. A listában meg van említve az a Magyarországon, nem karsztkőzetben kialakult, létrehozott 220 objektum (203 barlang és 17 mesterséges üreg), amelyek 1989. év végéig váltak ismertté. Magyarországon 40 barlang keletkezett bazaltban. Az összeállítás szerint Kordos László 1984-ben kiadott barlanglistájában fel van sorolva 119 olyan barlang is, amelyek nem karsztkőzetben jöttek létre.
Az Eszterhás István által írt Magyarország nemkarsztos barlangjainak lajstroma című, 1993-ban készült kéziratban meg van említve, hogy a Bakony hegységben, a 4440-es barlangkataszteri területen, Nagygörbőn helyezkedik el a Görbői-hasadékbarlang. A bazaltban keletkezett barlang 5 m hosszú és 4,5 m magas. Az összeállításban fel van sorolva az a Magyarországon, nem karsztkőzetben kialakult, létrehozott 520 objektum (478 barlang és 42 mesterséges üreg), amelyek 1993 végéig ismertté váltak. Magyarországon 49 barlang, illetve mesterségesen létrehozott, barlangnak nevezett üreg alakult ki, lett kialakítva bazaltban. A Bakony hegységben 123 barlang jött létre nem karsztkőzetben.

## További irodalom
- Eszterhás István: Die Basalthöhlen der Tátika- und Kovácsi-berg. Arbeitsmaterial der Höhlenforscher, 19. Jahrgang. 1987. DWBO Dresden. 11. old.